# Старке Хедлунд, Себастьян
Бьёрн Себастьян Старке Хедлунд (швед. Björn Sebastian Starke Hedlund; 6 июня 1996, Стокгольм, Швеция) — шведский футболист, защитник клуба «Эстер». Участник Олимпийских игр 2016 года в Рио-де-Жанейро.

## Клубная карьера
Старке Хедлунд — воспитанник клубов «Алвсьё», «Броммапойкарна» и немецкого «Шальке 04». В сезоне 2014/2015 он выступал за дублирующую команду. В 2015 году Себастьян вернулся на родину, где присоединился к клубу ГАИС. 18 июля в матче против «АФС Юнайтед» он дебютировал в Суперэттане. В начале 2016 году Старке Хедлунд перешёл в «Кальмар». 2 апреля в матче против «Йёнчёпингс Сёдра» он дебютировал в Аллсвенскан лиге.

## Международная карьера
В 2016 году Себастьян в составе олимпийской сборной Швеции принял участие в Олимпийских играх в Рио-де-Жанейро. На турнире он был запасным и на поле не вышел.